# Bobrówko (gromada)
Bobrówko – dawna gromada, czyli najmniejsza jednostka podziału terytorialnego Polskiej Rzeczypospolitej Ludowej w latach 1954–1972.
Gromady, z gromadzkimi radami narodowymi (GRN) jako organami władzy najniższego stopnia na wsi, funkcjonowały od reformy reorganizującej administrację wiejską przeprowadzonej jesienią 1954 do momentu ich zniesienia z dniem 1 stycznia 1973, tym samym wypierając organizację gminną w latach 1954–1972.
Gromadę Bobrówko z siedzibą GRN w Bobrówku utworzono – jako jedną z 8759 gromad na obszarze Polski – w powiecie strzeleckim w woj. zielonogórskim na mocy uchwały nr V/22/54 WRN w Zielonej Górze z dnia 5 października 1954. W skład jednostki weszły obszary dotychczasowych gromad Bobrówko, Buszów, Danków, Tuczno, Żabicko i Sokólsko ze zniesionej gminy Bobrówko w tymże powiecie. Dla gromady ustalono 21 członków gromadzkiej rady narodowej.
1 stycznia 1958 do gromady Bobrówko włączono wieś Lubicz z nowo utworzonej gromady Strzelce Krajeńskie w tymże powiecie.
1 lipca 1968 do gromady Bobrówko włączono wieś Gilów ze zniesionej gromady Ogardy w tymże powiecie.
Gromada przetrwała do końca 1972 roku, czyli do kolejnej reformy gminnej. 1 stycznia 1973 w powiecie strzeleckim reaktywowano gminę Bobrówko (zniesioną ponownie 15 stycznia 1976).